# ألكسندر برودي
ألكسندر برودي (بالإنجليزية: Alexander Brody)‏ هو شخصية أعمال وكاتب أمريكي، ولد في 28 يناير 1933 في بودابست في المجر.